# Peter van Uhm
Petrus Johannes Mathias (Peter) van Uhm (Nijmegen, 15 juni 1955) is een Nederlands generaal buiten dienst. Van 5 september 2005 tot en met 13 maart 2008 was hij commandant Landstrijdkrachten (CLAS). Op 17 april 2008 volgde hij Dick Berlijn op als commandant der Strijdkrachten. Zijn termijn eindigde op 28 juni 2012.

## Levensloop
Peter van Uhm is de oudere broer van Marc van Uhm, die eveneens generaal buiten dienst is. Hij werd geboren als bakkerszoon te Nijmegen. Peter volgde zijn middelbare school bij de jezuïeten aan het Canisiuscollege te Nijmegen. Door de verhalen die hij daar hoorde over de bevrijding van Nijmegen in 1944 kreeg hij het idee dat dienen bij de Koninklijke Landmacht wel iets moois kon zijn. In 1972 startte hij zijn opleiding aan de Koninklijke Militaire Academie te Breda. Vier jaar later sloot hij zijn studie met succes af. Hij werd daarna geplaatst bij het 48 Pantserinfanteriebataljon te 's-Hertogenbosch. In 1983 werd hij uitgezonden naar Libanon als compagniescommandant van de A-compagnie van het 44e Pantserinfanteriebataljon (Zuidlaren), ter plekke bekend als Dutchbatt ten tijde van de UNIFIL-missie. Zijn standplaats was Yatar in Zuid-Libanon. In de periode 1984-86 volgde hij cursussen Stafdienst en Hogere Militaire Vorming aan de Hogere Krijgsschool in Den Haag. In de rang van majoor was hij in de periode '86-'91 werkzaam als plaatsvervangend G3 bij de staf 1e Divisie en als hoofd bureau Opleidingsbeleid bij de Landmachtstaf. Eenmaal luitenant-kolonel werkte hij voor een korte tijd als liaisonofficier van Defensie op het Ministerie van Buitenlandse Zaken in het kader van de totstandkoming van de ECMM-monitormissie. Daarna werd hij bij de chef-staf van het 1e Legerkorps geplaatst, als hoofdofficier en hoofd Plannen. In 1994 kreeg hij het commando over het 11e infanteriebataljon Luchtmobiel Garderegiment Grenadiers en Jagers. Een jaar later werd hij in de rang van kolonel benoemd tot chef-kabinet van het Kabinet van de Bevelhebber der Landstrijdkrachten, waarna in 1996 de benoeming volgde van hoofd Algemeen Beleid bij de Landmachtstaf. Hierna volgde plaatsing als hoofd afdeling Militair Strategische Aangelegenheden bij de Chef-Defensiestaf.
In de rang van brigadegeneraal was hij in de periode 2000-2001 werkzaam bij het hoofdkwartier van de Stabilization Force in Sarajevo als Assistant Chief of Staff Joint Military Affairs. Aansluitend volgde zijn commando over de 11 Air Manoeuvre Brigade dat onder zijn leiding in november 2003 Fully Operational Capable werd. Eind 2003 werd Van Uhm aangesteld tot plaatsvervangend directeur Beleid en Plannen bij de Landmachtstaf om vervolgens vanaf juli 2004, in de rang van generaal-majoor, de functie van directeur Beleid en Plannen te bekleden.
Op 8 juli 2005 werd hij benoemd tot Commandant Operationeel Commando als opvolger van generaal-majoor Leen Noordzij. Op 5 september 2005 werd hij benoemd tot Commandant der Landstrijdkrachten onder gelijktijdige bevordering tot luitenant-generaal. Op 13 maart 2008 droeg hij zijn functie als CLAS over aan luitenant-generaal Rob Bertholee en werd hij vanwege zijn buitengewone verdiensten onderscheiden met de Bronzen soldaat.

### Commandant der Strijdkrachten

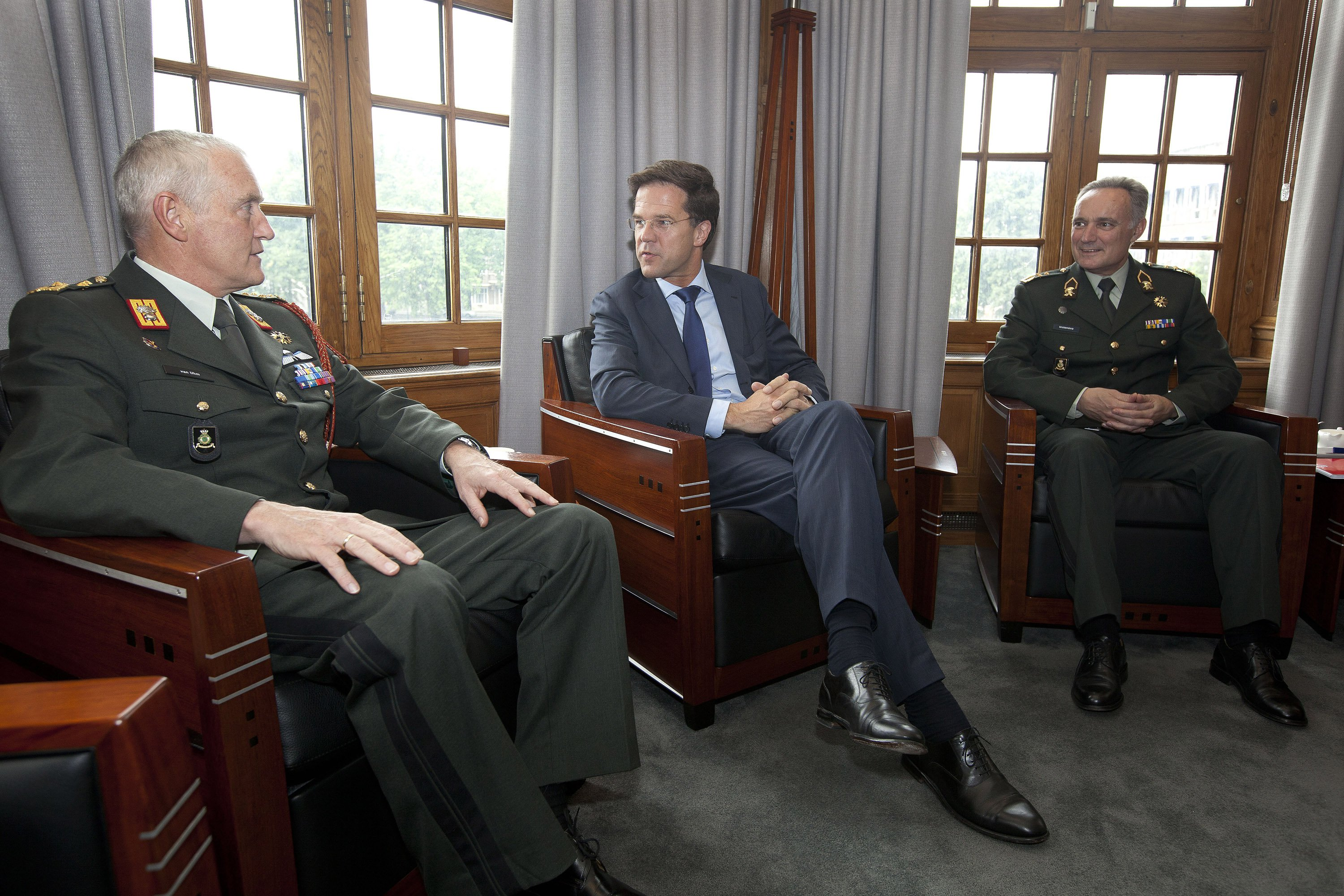
Minister-president Rutte in gesprek met Van Uhm en diens opvolger Tom Middendorp, juni 2012

Op 17 april 2008 volgde Van Uhm de luchtmachtgeneraal Dick Berlijn op als Commandant der Strijdkrachten, onder gelijktijdige bevordering tot generaal.
Op 18 april 2008 kwam zijn zoon, eerste luitenant Dennis van Uhm, op 23-jarige leeftijd, samen met de 22-jarige soldaat der eerste klasse Mark Schouwink, in Uruzgan om het leven door een aanslag met een bermbom.
Zijn speech bij TEDxAmsterdam kreeg nationale en internationale bekendheid en werd miljoenen keren bekeken.

### Buiten dienst
Na 40 dienstjaren droeg Van Uhm op 28 juni 2012 met veel ceremonieel het bevel over de strijdkrachten over aan generaal der genie Tom Middendorp. Generaal Van Uhm kreeg bij zijn afscheid de versierselen van commandeur met de Zwaarden in de Orde van Oranje-Nassau uitgereikt. Tevens werd hij benoemd tot adjudant in buitengewone dienst van H.M. de Koningin. Op 30 april 2013 bekleedde Peter van Uhm het ambt van wapenkoning tijdens de inhuldiging van Koning Willem-Alexander in de Nieuwe Kerk in Amsterdam. Enkele dagen later hield hij op 4 mei 2013 op de Dam in Amsterdam een indrukwekkende toespraak tijdens de Nationale Dodenherdenking. Hij zei onder meer: "Wie dient, denkt niet alleen in 'ik'. Wie dient, denkt niet alleen in 'zij'. Wie dient, denkt ook in 'wij'. Daar begint de overwinning op het onrecht. Want vrijheid, gelijkheid en rechtvaardigheid, een betere wereld, die maak je samen." Deze toespraak inspireerde de metalband Within Temptation voor hun single Paradise (What About Us).
Na zijn pensionering werd Van Uhm aangesteld in de Raad van Toezicht van Nationaal Park De Hoge Veluwe (2013), als commissaris bij defensieproducent Thales Nederland (2017) en als strategisch adviseur bij de Amsterdamse brandweer (2018).
Daarnaast verzorgt Van Uhm verschillende lezingen en levert hij strategisch advies met betrekking tot crisisbeheersing aan organisaties in nood. 
Op 24 februari 2023, één jaar na het begin van de oorlog in Oekraïne, begon Van Uhm samen met generaal buiten dienst Mart de Kruif de podcast Veldheren. Daarin bespreken de generaals, onder leiding van journalist Jos de Groot, de actuele ontwikkelingen in de oorlog in Oekraïne en de oorlog tussen Israël en Hamas.

## Decoraties
Commandeur in de Orde van Oranje Nassau met de Zwaarden (bij zijn afscheid als Commandant der Strijdkrachten)

 Herinneringsmedaille VN-Vredesoperaties met gesp "LIBANON 1979"

 Herinneringsmedaille Multinationale Vredesoperaties

 Herinneringsmedaille Vredesoperaties met gesp ISAF

 Onderscheidingsteken voor Langdurige Dienst als Officier met jaarteken XXXV

 Landmachtmedaille

 Vaardigheidsmedaille van de Nederlandse Sport Federatie (NSF)

 Unifil medaille van de Verenigde Naties

 NAVO medaille voor Voormalig Joegoslavië

 Médaille commémorative Française ((Franse Herinneringsmedaille) (Frankrijk)

 Gran Cruz de la Orden del Merito de Chile (Grootkruis in de Orde van Verdienste van Chili)

 Kommendör med stora korset Kungliga Nordstjärneorden Grootofficier in de Orde van de Poolster (Zweden)

 Großes Verdienstkreuz mit Stern (Grootkruis van Verdienste met Ster), 25 juni 2013 (Duitsland)

 Honorary Officer of the Order of Australia (Military Division) (Ere-officier in de Orde van Australië)

 Officier de la Légion d'honneur (Officier in het Legioen van Eer) (Frankrijk)

 وسام غازي مير مسجدي خان الحكومي (wasam ghazy mir masjidiin khan alhukumi) (Staatsmedaille van Ghazi Mir Masjidi Khan) (Afghanistan)

 Pamätná medaila ministra obrany Slovenskej republiky 1. stupeň (Herinneringsmedaille van de Slowaakse Minister van Defensie 1e klasse) (Slowakije)

- Geuzenpenning 2011 (in ontvangst genomen namens de Nederlandse krijgsmacht voor de bijdrage in Afghanistan)
- Prins Mauritsmedaille
- Legion of Honor Gold Medallion van de Four Chaplains Memorial Foundation USA, uitgereikt op 3 april 2024 bij de KMA.[12]

Van Uhm is gerechtigd tot het dragen van de volgende insignes: 

 Onderscheidingsteken Hogere Militaire Vorming (HMV) ('Gouden zon‘)

 Herinneringsembleem luchtmobiele brigade

 Parachutistenbrevet B
- “gouden” erekoord behorend bij de ‘Bronzen Soldaat’ (een gevlochten nestel van rood koord met goudkleurige draad)

### Bestseller 60
| Boeken met noteringen in de Nederlandse Bestseller 60 | Jaar van verschijnen | Datum van binnenkomst | Hoogste positie | Aantal weken | Opmerkingen                                       |
| ----------------------------------------------------- | -------------------- | --------------------- | --------------- | ------------ | ------------------------------------------------- |
| De notities van een generaal                          | 2023                 | 11-10-2023            | 9               | 7            | in samenwerking met Sander Koenen                 |
| Veldheren                                             | 2024                 | 11-09-2024            | 47              | 1            | in samenwerking met Jos de Groot en Mart de Kruif |